# Оријентал (Северна Каролина)
Оријентал (енгл. Oriental) град је у америчкој савезној држави Северна Каролина.

## Демографија
По попису из 2010. године број становника је 900, што је 25 (2,9%) становника више него 2000. године.
| Група             | 2000.       | 2010.       |
| Белци             | 792 (90,5%) | 823 (91,4%) |
| Афроамериканци    | 64 (7,3%)   | 51 (5,7%)   |
| Азијати           | 3 (0,3%)    | 3 (0,3%)    |
| Хиспаноамериканци | 12 (1,4%)   | 10 (1,1%)   |
| Укупно            | 875         | 900         |